# 木崎原の戦い
木崎原の戦い（きざきばるのたたかい）は、元亀3年（1572年）、日向国真幸院木崎原（現宮崎県えびの市）において伊東義祐と島津義弘の間でおこなわれた合戦である。大軍（3000人という説が有力）を擁していた伊東側が少数の兵力（300人程度）しか持っていなかった島津側に敗北を喫してしまったことから「九州の桶狭間」とも呼ばれる。但し桶狭間の戦いとは異なり、島津軍も兵力の85%以上が討死し、ほぼ全滅した。この戦いには相良義陽も伊東軍と連合する予定で出陣したが、義弘の謀略により撤退している。
この戦いをきっかけとして伊東氏は衰退し始め、後の「高城川の戦い（耳川の戦い）」の遠因ともなった。
なお、「木崎原の戦い」は島津側の呼び方であり、伊東側からは「覚頭（加久藤）合戦」と呼ばれている。

## 合戦の経過

### 発端
元亀2年（1571年）6月、薩摩の島津氏十五代当主・島津貴久が没すると、大隅の肝付氏が島津領に侵攻し始めた。日向の伊東義祐はこれを好機と見て、真幸院（現・宮崎県えびの市、同小林市、同高原町）の完全支配を目指すべく、翌年の5月にいまだ島津が治める飯野地区への大攻勢を開始する。

### 加久藤城攻城戦
伊東義祐は事前に人吉の相良義陽のもとに密使を送り、この合戦への援軍を約定させる。
元亀3年（1572年）5月3日の夜中に、伊東祐安（加賀守）を総大将に、伊東祐信（新次郎）、伊東又次郎、伊東祐青（修理亮）を大将とした青年武士を中心とした3,000余の兵は、島津領との最前線に位置する小林城を出立する。翌未明に飯野・妙見原に到着、ここで軍を二手に分け、一軍は島津義弘の居城・飯野城の抑えとして妙見原に留まり、もう一軍は伊東祐信と伊東又次郎が率いて、飯野城を横目に上江村から木崎原を抜け、義弘の妻子が籠る守兵50人ほどの加久藤城へ攻撃をしかけるべく進出した。
祐信はまず手始めに加久藤城周辺の民家を焼いて島津軍を挑発した。それにより加久藤方面の夜空が炎で赤く染まり、それを見た近臣により義弘は起こされる。だが、義弘はすでに飯野「三徳院」の盲僧・菊市を間者として伊東領内に送り込み、この情報を得ていたため対応は落ち着いていた。義弘は狼煙を上げさせ大口城の新納忠元や馬関田城などに急を知らさせる。そして、兵60人を遠矢良賢に与え加久藤城の救援にあたらせ、五代友喜の兵40人を白鳥山野間口に、村尾重侯の兵50人を本地口の古溝にそれぞれ伏せさせた。そして有川貞真に留守居を任せ、義弘自らも兵130を率いて出陣、飯野城と加久藤城の間の二八坂に陣を張る。
その後、祐信の隊は加久藤城へ侵攻を開始。事前に得ていた情報を元に、城の搦め手に通じる鑰掛口へと迫るが、夜の暗さと若い不慣れな将兵の勘違いにより、鑰掛の登り口にある樺山浄慶の屋敷を間違って攻撃した。樺山浄慶父子3人は上から石を投下し、更にあたかも多数の将兵がいるように見せかけつつ祐信の隊を攻撃、奮戦するも討ち取られる。
祐信の隊はさらに搦め手へと向かったが、狭い隘路を押し進むことになり、かつ鑰掛口が断崖であったために思うように攻められず、大石や弓矢による攻撃に苦しめられる。
そこへ加久藤城を守る川上忠智が城から打って出て突撃、狼煙により駆け付けた馬関田、吉田からの救援と遠矢良賢の兵による攻撃を受け、祐信の隊は退却を余儀なくされる。この一戦で、伊東杢右衛門や小林城主・米良重方（筑後守）が討ち取られた（異説あり）。
またその頃、真幸院に進出した相良軍500人は義弘が諏訪山の大河平に立てさせた幟を見て、これを島津の将兵と思い込みそのまま人吉へと引き返していた。

### 池島川での攻防
退却した祐信の隊は池島川まで下がり、鳥越城跡地で休息。兵の多さによる油断と、また折からのむし暑さのため川で水浴びする者が多かった。
義弘は放っていた斥候・沢田八専からその情報をもたらされ出陣、正面からこれに斬り込み沢山の将兵を討ち捨てとした。ここで大将の祐信は義弘との一騎討ちに敗れ三角田の地で討ち取られる。その一騎打ちの際、義弘の乗馬した栗毛の牝馬は、祐信の突き出した槍の穂先が義弘を狙ったとき、膝をつき曲げこれをかわしたという（柚木崎正家との交戦のときとの説もあり）。
義弘は頃合いを見て一時退く。そのあと伊東軍は、祐信の隊と本隊が合流、白鳥山を抜けるコースで高原城へと退却を始めた。

### 決戦
伊東軍が白鳥山に登ると、白鳥神社の座主・光巌上人が僧侶と農民合わせて300人余りの者に、鉦・太鼓を打ち鳴らさせ、更に白幟を押し立てさせて伏兵を装わせた。慌てて戻る伊東軍に対し義弘は、鎌田政年に兵60人をあずけ敵の背後に廻らせ、自らはこれに正面から突撃するも破れて後退、遠矢良賢を含めた6人が抑えとなり義弘隊を退かせた。
遠矢ら6人は討たれるが、その間に義弘隊は木崎原に至り、加久藤城からの援軍を吸収し隊列を整え再び伊東軍と交戦、島津軍の立て直しの速さに伊東軍は虚を突かれた。そこへ追い討ちを掛けるように伊東軍の背後から鎌田隊が攻撃、伏せていた五代隊が側面から攻撃を加えた。結果的に「釣り野伏せ」の形となり、伊東軍は隊伍を乱し崩れ始めた。
崩壊した伊東軍は小林城へと退却を始めるが、本地原まで差し掛かったときに伏せていた村尾隊の攻撃を受け、そこで総大将・伊東祐安は脇下を射ぬかれ、真っ逆様に落馬し絶命した（異説あり）。
また、伊東祐安の嫡子・伊東祐次と祐安の弟・伊東右衛門祐審ら160人は小林城とは反対方向の丘へ逃げ、そこを遅れて到着した新納忠元の150騎に討たれたとされる。
島津軍は鬼塚原（現・西小林）の、後に粥餅田と呼ばれる場所まで伊東軍を追い柚木崎正家、肥田木玄斎を討ち取ると、そこで全軍に追撃中止の法螺貝を鳴らさせた。その後、義弘は木崎原まで戦跡を巡検し、負傷者の手当て、戦死者の片づけ、首実検を行った後、飯野城へ帰還し祝杯を一同に与え軍を解いた。さらに激戦地であった三角田に六地蔵塔を建てさせ、敵味方双方の戦没者を供養させた。また、伊東方でも小林に伊東塚をつくり、戦死者を弔った。
この戦いで伊東軍は幹部クラスの武士128人、それを含めた士分250余人、雑兵560人余りを失い、これが結果的に伊東氏の内部崩壊につながったとされている。また、島津軍も士分150人、雑兵107人と参加した将兵の大半を失うという壮絶な戦いとなった。死体は平地のみではなく付近の山々にも及び、4ヵ月経っても全ての死体を片付けきれなかったという。

## 註
1. ↑  このときはまだ「三ツ山城」と呼ばれていた。
2. ↑  伊東軍が事前に得た情報は女中に化けた、義弘による女間者がもたらしたものであり、伊東軍をだまして城攻めに不利な場所へと誘導するためのものだった。
3. ↑  小林城主・米良重方が討ち取られた話には、伊東軍の加久藤城退去中に上野隼人佐が討ち取ったとする説と、白鳥川に至る寸前で黒衣の僧・久道に銃殺された説がある。但し、伊東杢右衛門が久道に討たれたとの記録があるため、それと混同している可能性がある。
4. ↑  のちにこの馬は”膝突栗毛”と呼ばれ大事に扱われた。人間の年齢にして83歳まで生き、帖佐（鹿児島県姶良町）の亀泉院に墓碑を建てられ葬られている。
5. ↑  膝突栗毛の話は、島津義弘と伊東祐信の一騎打ちのとき、祐信の槍による攻撃の際に起こったとするのが代表的だが、義弘と柚木崎正家のときであるとする説もある。その場合、柚木崎の待ち伏せ説と殿軍中説、一騎討ち中説があり、更に柚木崎の攻撃が槍によるものとする説と弓矢による説とがあり、いま一つ判然としていない。また、祐信との戦いと柚木崎との戦いの両方で膝突栗毛が膝を突いたとの説も一部にある。
6. ↑  伊東祐安は、嫡子・伊東祐次が討たれたと報告を受け、急遽馬首を返し嫡子の仇を討つべく引き返していって討たれたとされる。

## 付記
この戦いを再現したビデオ「木崎原の戦い」をえびの市歴史民俗資料館で見ることができる。